# Heja Björn
Heja Björn är en svensk komediserie som sändes på TV4 år 2002. Regi och manus av Gustav Boman och Erik Haag, som tidigare arbetat med bland annat c/o Segemyhr.

## Rollista

### Huvudroller
- Olle Sarri - Björn
- Helena af Sandeberg - Sanna
- Peter Wahlbeck - Henrik

### Gästroller
- Johan Ulveson - Rolf Borgström
- Gert Fylking - Rainer
- Johan Ehn - Ludde
- Eva Engström - Kerstin
- Rolf Sohlman - Lasse
- Henrik Schyffert - Max
- Martina Haag - Josefine
- Editha Domingo - Milagro
- Stina Ekblad - Marja
- Jan Holmquist - Torsten
- Ingela Olsson - Peggy
- Cilla Thorell - Liselotte
- Susanna Dahlman - Malin
- Adam Brinkebäck - Zacke
- Eric Brinkebäck - Fabian
- Ulf Elfving - sig själv
- Ralf Edström - sig själv
- Kalle Zackari Wahlström - butiksbiträde

## Lista över avsnitt
| 1. Björn lurar en kund 2. Läxläsningen 3. Konstapel K 4. Parmiddagen 5. Katten 6. Grannsamverkan 7. Drutten 8. Hundvakten 9. Myshelg 10. Nya farliga Björn 11. Pappa kommer 12. Festen | 1. Båthoran 2. Nike 3. Farväl Henrik 4. The Webmaster 5. Teknikfientliga Henrik 6. Onanisten 7. Fjäskapan 8. Hasse trädskärare 9. Gök-Torsten 10. Kickoffen 11. Född fri 12. Garderoben |